# Bell X-9 Shrike
De Bell X-9 Shrike was een prototype luchtdoelraket werkend op vloeibare brandstof waarmee onderzoek gedaan werd voor de latere, met kernkop uitgeruste, GAM-63 RASCAL.
Er zijn in totaal 31 X-9-raketten gebouwd die vluchten hebben uitgevoerd van april 1949 tot 1953. Tijdens dit programma werd er aerodynamische informatie verzameld, informatie over de stabiliteit en er werden geleidings- en voortstuwingssystemen getest.
Geen van de raketten heeft de tests overleefd. Het enige fragment dat over is is een deel van het kielvlak, te zien in het Larry Bell Museum in Mentone, Indiana.
Dit museum is genoemd naar de oprichter van de Bell-fabriek.